# Heteroscyphus inflatus
Heteroscyphus inflatus là một loài rêu tản trong họ Geocalycaceae. Loài này được (Stephani) S.C. Srivast. & A. Srivast. miêu tả khoa học lần đầu tiên năm 1989.